# Liste der Monuments historiques in Paillencourt
Die Liste der Monuments historiques in Paillencourt führt die Monuments historiques in der französischen Gemeinde Paillencourt auf.

## Liste der Objekte
| Bezeichnung                                             | Beschreibung                     | Standort                       | Kennzeichnung | Schutzstatus | Datum | Bild |
| ------------------------------------------------------- | -------------------------------- | ------------------------------ | ------------- | ------------ | ----- | ---- |
| Zwei Reliquienbüsten: Heiliger Adrian und heiliger Eloi | Holz, vergoldet, 17. Jahrhundert | in der Kirche St-Martin (Lage) | PM59001782    | Classé       | 2001  |      |